# Młyńczysko
Młyńczysko [pronunciación en polaco: /mwɨɲˈt͡ʂɨskɔ/] es un Asentamiento ubicado en el distrito administrativo de Gmina Kodrąb, dentro del Distrito de Radomsko, Voivodato de Łódź, en Polonia central. Se encuentra aproximadamente a 3 kilómetros al este de Kodrąb, a 15 kilómetros al este de Radomsko, y a 78 kilómetros al sur de la capital regionalŁódź.